# Келсо, Фрэнк
Фрэнк Бентон Келсо II (англ. Frank Benton Kelso II; 11 июля 1933, Фейетвилл, штат Теннесси, США — 23 июня 2013, Норфолк, штат Виргиния, США) — американский военачальник, и. о. министра военно-морских сил США (1993).

## Биография
Учился в Южном Университете в Сеуони (Теннесси), в 1956 году окончил Военно-морскую академию США.
В 1956—1958 годах служил на грузовом судне USS Oglethorpe (АКА-100), в 1958 году окончил школу подводников (Submarine School), до 1960 года служил на подводной лодке Sabalo (SS-302), затем — в департаменте атомных подводных лодок Submarine School, участвовал в пусконаладочных работах лодок Поллак (SSN-603), несамоходной учебной подводной лодки Дэниел Уэбстер и USS Sculpin (SSN-590).
В 1969—1971 годах — командующий военно-морской атомной школы военно-морского учебного центра в Бейнбридже (штат Мэриленд), затем — командир ряда подводных лодок ВМС США, в 1975—1977 годах — помощник главнокомандующего Атлантического флота США и Верховного главнокомандующего объединенными вооруженными силами в Атлантике, затем — командующий седьмой эскадрой подводных лодок, в 1978—1980 годах — заместитель начальника отдела военно-морских операций ВМС США, в 1980—1985 годах — директор отдела стратегических подводных операций, а затем был назначен директором Управления программы Appraisal.
В 1985—1986 годах — командующий 6-м флотом США в Средиземном море, командовал антиливийской операцией «Достигнутое свидетельство» в районе залива Сидра (26 января — 29 марта 1986), в 1986—1988 годах — главнокомандующий Атлантическим флотом США, в 1988—1990 годах — глава Атлантического командования США и Верховный главнокомандующий Объединенных Вооруженных сил НАТО в Атлантике, в 1990—1994 годах — руководитель военно-морских операций, начальник штаба ВМС США. В 1993 году — и. о. министра военно-морских сил США.
С апреля 1994 года — в отставке.